# Christliche Philosophie
Christliche Philosophie ist ein Sammelbegriff für ein breites Spektrum philosophischer Forschungsprogramme, die sich auf christliche Bedingungen des Philosophierens, z. B. auf den Gehalt der Offenbarung, beziehen. In dieser weitesten Bedeutung unterliegt die Gestalt der christlichen Philosophie den allgemeinen Veränderungen in der abendländischen Denkgeschichte, soweit sie mit der Offenbarung zu vereinbaren sind.
Der Ausdruck „christliche Philosophie“ wird in der Philosophiegeschichte bisweilen auch strikt beschreibend gebraucht, um das Corpus all jener Texte zu beschreiben, welche im christlichen Kulturmilieu produziert wurden – analog zu den Bezeichnungen Arabische Philosophie, Chinesische Philosophie, Jüdische Philosophie usw.

## Merkmale
In einem engeren, klassischen Sinne bejaht christliche Philosophie die christliche Offenbarung und bezieht christliche Wahrheiten reflektiert ein, ohne den Anspruch aufzugeben, eine Vernunftwissenschaft zu sein. Dieses Philosophieren begann in der Spätantike mit der Patristik und Philosophen wie Klemens von Alexandria, Origenes und Augustinus. Im Mittelalter brachte die Scholastik mit Thomas von Aquin auch die Tradition von Grundproblemen und ihre Lösungsversuche in der Philosophia perennis hervor, die bis heute praktiziert wird. Auch die Transzendentalphilosophie der Aufklärung und Moderne sei, so zeitgenössische und christliche Philosophen, vom christlichen Bewusstsein geprägt und werde als Ausdruck säkularisierten christlichen Denkens aufgefasst.
Das Ausgehen von christlichen Wahrheiten hat traditionellerweise nicht dem philosophischen Ansatz widersprochen, da dieses umfassende Erkenntnisbedingungen voraussetzt. Da die Philosophie weithin die prinzipielle Universalisierbarkeit von Wahrheits- und Geltungsansprüchen fordert, werden Projekte christlicher Philosophen, sofern sie spezifische Offenbarungsinhalte christlicher Herkunft voraussetzen, insbesondere seit Mitte des 19. Jahrhunderts oftmals kritisch beurteilt. Vertreter der christlichen Philosophie betonen demgegenüber, dass deren Wesen darin liegt, sich von christlichen Fragestellungen und Lösungsansätzen anregen zu lassen, die Argumentation jedoch stets rein logisch und ohne theologische Voraussetzung vorgeht. Christliche Philosophie argumentiert demgemäß ausschließlich mit der natürlichen Vernunft und wird gerade nicht theologisch, da ihre Beweise keinerlei übernatürliche Offenbarungswahrheiten beinhalten. Das wird auch dadurch nicht relativiert, dass die Antworten der christlichen Philosophie dem christlichen Glauben bzw. der christlichen Theologie nicht widersprechen.
Eine weitere Differenzierung in konfessionelle Typen wird nicht allgemein vorgenommen. Die katholische Philosophie ist zwar weitgehend durch den Ausgangspunkt von der Scholastik durch entsprechende päpstliche Entscheidungen (Neothomismus, Neuscholastik) definiert, ohne dass sich alle katholischen Philosophen in der Gegenwart danach ausschließlich ausrichteten. Eine protestantische Philosophie ist sehr viel breiter aufgestellt. Die Bezeichnung wird von einigen von vornherein als verfehlt dargestellt. Für die Orthodoxe Kirche wird ebenso eine größere Vielfalt der Ausgangspunkte festgestellt.